# Howard Breslin
Pour les articles homonymes, voir Breslin.
Howard Breslin, né le 23 décembre 1912 à New York et mort dans la même ville le 30 mai 1964, est un écrivain américain, auteur sous le pseudonyme de Michael Niall de roman policier.

## Biographie
Howard Mary Breslin grandit à Manhattan dans une famille d'origine irlandaise. À l'âge de dix ans, il commence à lire la série Rover Boys (en) de Edward Stratemeyer, ce qui lui donne le goût de l’écriture. En 1932, il obtient un diplôme à la Regis High School et son baccalauréat en 1936 au Manhattan College.
Il est d'abord scénariste pour des émissions radiophoniques avant de devenir romancier. En 1946, il publie son premier roman The Piper's Son. Il fait également paraître des nouvelles, dont Bad Time at Honda dans The American Magazine en janvier 1947. Il reprend cette nouvelle et la développe pour en faire le roman Un homme est passé (Bad Day at Black Rock) paru sous le pseudonyme de Michael Niall. Selon Claude Mesplède « Très efficace, ce récit paru dans la période du maccarthysme utilise la parabole de l'homme seul contre tous : l'étranger venu troubler une communauté et réveiller sa mauvaise conscience ». Il est adapté sous le titre éponyme dans un film réalisé par John Sturges en 1955.
Les romans signés de son nom sont pour la plupart des romans historiques comme The Bright Battalions sur la guerre franco-indienne de 1755 et A Hundred Hills sur la guerre de Sécession.
Une autre de ses nouvelles est adaptée sous le titre Platinum High School dans une réalisation de Charles F. Haas en 1960.

## Œuvre

### Romans signés Howard Breslin
- The Piper's Son, 1945
- The Tamarack Tree, 1947
- Let Go of Yesterday, 1950
- The Bright Battalions, 1953
- The Silver Oar, 1954
- Shad Run, 1955
- Autumn Comes Early, 1956
- Thunder on the River, 1956
- The Gallowglass, 1958
- A Hundred Hills, 1960
- Concert Grand, 1963

### Romans signés Michael Niall
- Bad Day at Black Rock, 1954
  - Un homme est passé, Série noire no 272, 1955, La Poche noire no 68, 1969, Carré noir no 384, 1981
- Run Like a Thief, 1962
  - Fait comme un rat, Un mystère no 708, 1964

### Nouvelles
- Old Dog (1938)
- Off Side (1938)
- St. Patrick for England (1941)
- Dirty Work at the Crossroads (1941)
- It Looks so Peaceful (1942)
- A Kiss for Miss Bliss (1942)
- One of Our Own Kind (1944)
- Corsair - Win, Place or Show (1944)
- A Bat and a Prayer (1945)
- The Rule of the Order (1945)
- The Piper's Son (1945)
- East to Boston (1946)
- The Two-Grand Bump (1946)
- Bad Time at Honda (1947)
- The Bishop's Bookmaker (1948)

## Filmographie
- 1955 : Un homme est passé, film américain réalisé par John Sturges, adaptation de Bad Day at Black Rock, avec Spencer Tracy, Robert Ryan et Anne Francis
- 1960 : Platinum High School, film américain réalisé par Charles F. Haas, avec Mickey Rooney, Terry Moore et Dan Duryea

## Sources
- Claude Mesplède et Jean-Jacques Schleret (Éd. rév. de: SN, voyage au bout de la Noire), Les auteurs de la Série noire, 1945-1995, Nantes, Joseph K, coll. « Temps noir », 1996, 627 p. (ISBN 978-2-910-68611-6, OCLC 300207570), p. 423-424 (Michael Niall).
- Claude Mesplède, Les années "Série noire" : bibliographie critique d'une collection policière, vol. 1 : 1945-1959, Amiens, Editions Encrage, coll. « Travaux » (no 13), 1992 (ISBN 978-2-906-38934-2).
- Claude Mesplède et Jean-Jacques Schleret, SN, voyage au bout de la Noire : inventaire de 732 auteurs et de leurs œuvres publiés en séries Noire et Blème : suivi d'une filmographie complète, Paris, Futuropolis, 1982, 476 p. (OCLC 11972030).